# Río Arghandab

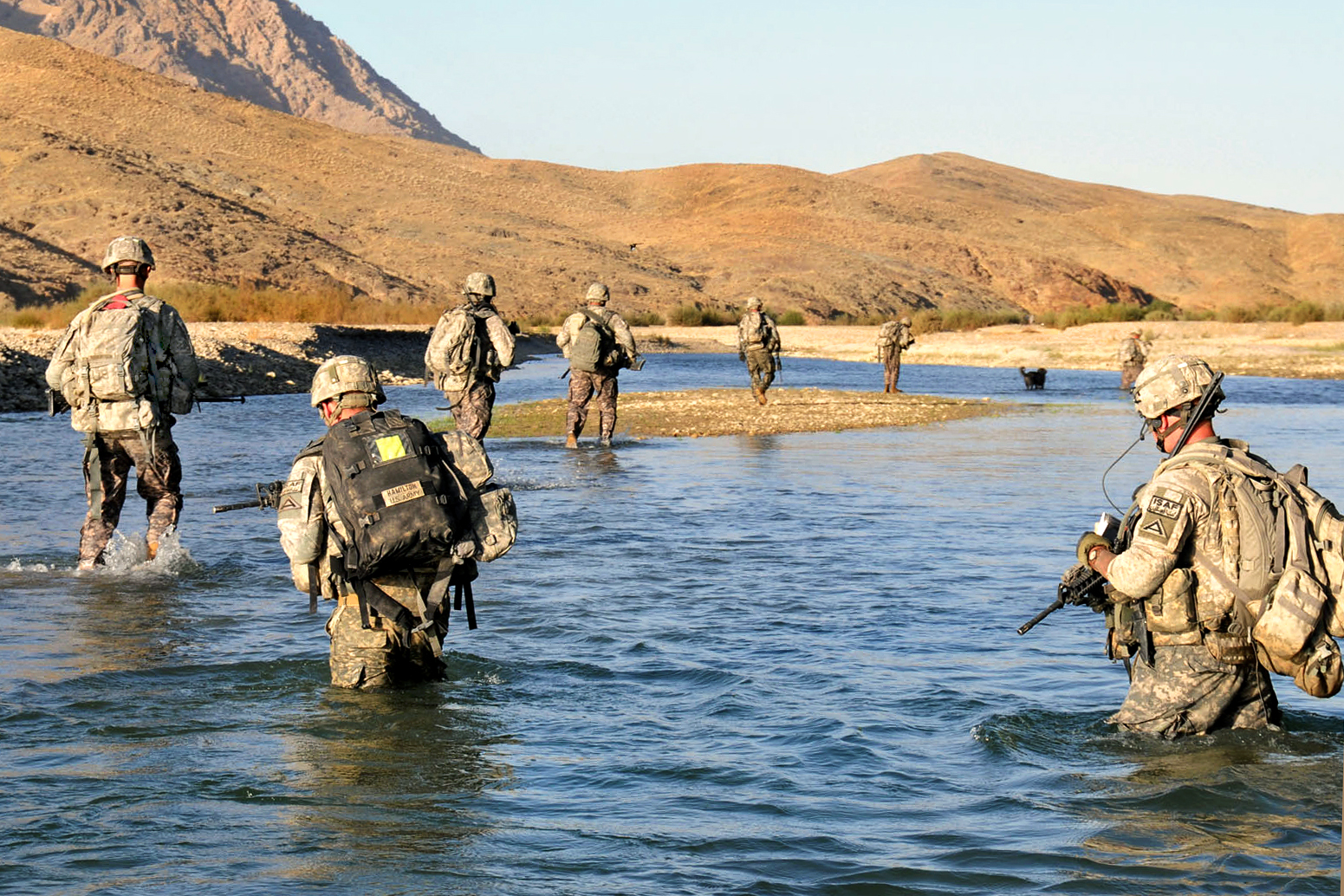
Soldados estadounidenses cruzando el río (2009)

El río Arghandab (en persa, رود ارغنداب ) es un destacado curso de agua de Afganistán. Es el principal de los afluentes del río Helmand que nace en la región de Hazarajat y fluye en dirección general sudoeste. Tiene una longitud aproximada de 400 km.
En el 2008 fue iniciado un proyecto para rehabilitar la presa de Dahla.